# Judenau-Baumgarten
Judenau-Baumgarten je městys s 2089 obyvateli v okrese Tulln v Dolním Rakousku.

## Geografie
Judenau-Baumgarten leží jižně od Tullnu na jižním okraji Tullnerského pole. Oblast je součástí Mostviertelu (Moštová čtvrť). Plocha katastru činí 15,1 km² a z toho je 15,1% zalesněno. Podnebí je v celém Rullnerském poli tzv. panonské, které se vyznačuje mírnou zimou.
Obec sestává z katastrálních území Baumgarten, Tullnerfeld, Judenau a Zöfing.

## Historie

### Kostel sv. Ondřeje Baumgarten
Mohutnou věží kostel svítící je do daleka viditelný v Tullnerském poli. Je zasvěcený svatému Ondřeji a je filiálním kostelem farnosti Freundorf. Původně gotický kostel byl opevněný a jeho základy pocházejí ze 14. století. Později byl barokizován.

### Zámek Judenau
Na původních základech z 13. století byla dřívější stavba v roce 1525 Turky zničená. Dnešní zámek (vodní hrad) byl v původní koncepci postaven v roce 1589. Od roku 1961 zámek poskytuje přístřeší pro organizaci ochrany dětí s internátní školou

### Panství Lichtenštejnů
Panství Judenau-Baumgartner získal v roce 1701 ve výměře 1523 ha Johann (Hans) Adam I. Andreas z Liechtensteina (1657-1712).

### Poustevnický dům
Naproti zámku stojí již od roku 1765 kapitulní dům pro poustevníky. Za domem je Křížová cesta. Vlastníkem kapitulního domu od roku 1884 ve vlastnictví sirotčí fond|sirotčího fondu.

### Dům kapucínů a Mariánský sloup
Vlevo vedle zámku stojí již přes 300 let starý a mezitím nově opravený dům kapucínů. Dům se severními renesančními oblouky a také s lidovými „arkádami“ se vyznačující

### Kaple sv. Floriána v Judenau
Usuzuje se, že stavba byla postavena již kolem roku 1858. Důvody vzniku této stavby nejsou známy. Zajímavé však je, že kaple svatého Floriána stála již před založením spolek dobrovolných hasičů|spolku dobrovolných hasičů.

### Farní kostel Freundorf
Farní katolický kostel je postaven téměř uprostřed obce, poněkud nízko, ale ze západní strany je zdaleka viditelný.

### Kaple sv. Bartoloměje v Zöfingu
V roce 1910 byla stavba kaple zahájena a dne 22. října 1911 byla vysvěcena. Socha svatého Bartoloměje, ochránce rukavičkářů, rybářů a řezníků a především rozhodného dne povětrnostních vlivů na úrodu ovoce. Sochu vysokou 130 cm vytvořil Ferdinand Stufleser (1855/6-1926) ze St. Ulrichu u Grodenu.

## Obyvatelstvo
Podle výsledků sčítání obyvatelstva bylo v obci v roce 1971 1563 obyvatel, v roce 1981 1617, 1991 1713 a v roce 2001 žilo zde 2001 obyvatel.

## Hospodářství a infrastruktura
Nezemědělských pracovních příležitostí bylo v roce 2001 pouze 75 a v lesním hospodářství v roce 1999 pracovalo 46 obyvatel. Počet výdělečně činných v bydlišti podle sčítání obyvatelstva v roce 2001 996 osob, což bylo 49,78 % obyvatelstva.